# Петкевич, Зенон
Зенон Петкевич (пол.  Zenon Pietkiewicz; 27 мая 1862, фольварк Прушин (совр. Хойникщина), Речицкий уезд — 3 июля 1932, Варшава) — польский писатель, журналист, публицист, этнограф.

## Биография
Сын Генрика Петкевича и Паулины Кржижановской. Учился в Варшавском университете, опекаемый дядей ― писателем Антонием Петкевичем, писавшем под псевдонимом Адам Плуг. Сначала поступил на факультет математики и естественных наук, но окончил курс по юридическому факультету. С 1885 года работал в «Газете Радомской».
В 1887—1912 гг. сотрудничал с варшавской газетой «Правда», где вёл колонку о провинциальной жизни под названием «На горизонте». Там им была опубликована отрицательная рецензия на поэму Янки Купалы «Адвечная песня», где утверждалось, что белорусской литературы нет. После резкого отзыва в белорусской газете «Наша ніва» на рецензию З. Петкевича, последний прислал в редакцию «Нашей нивы» письмо, в котором (на белорусском языке!) писал, что его неправильно поняли: «Если я сказал, что нет ещё белорусской литературы, то значит, что нет её прошлого, но я верю в будущее живого народа. Белорусская литература ещё создаётся, растёт из этого народа»
.
В 1889—1893 гг. писал для «Еженедельного обозревателя». В 1891—1897 гг. издавал ежемесячный журнал «Biblioteka Warszawska» («Библиотека Варшавска»).. В 1900 году редактор варшавского журнала «Экономист».
Участвовал в социалистическом движении как член польской социалистической партии «Пролетариат». Переехав в Лодзь, работал директором Общества поощрения социальной работы, активно в то же время сотрудничая с «Курьером Варшавским». По его инициативе в 1911 году один номер «Иллюстрированного еженедельника» был целиком посвящён Лодзи. С 1913 года сотрудник варшавского еженедельника «Золотой Рог».
Похоронен на Повонзках в Варшаве.

## Сочинения
- Drogi wodne w Królestwie Polskiem i ich znaczenie gospodarcze [Text] / Zenon Pietkiewicz. ― Warszawa: Nakł. Tow-wa warszawskiego akc. handlu i żglugi, 1914. ― 60 с.
- Zrzeszenia wiejskie ― dźwignia kultury i dobrobytu ludności wiejskiej [Text]: spółki, związki i kółka roln. / Zenon Pietkiewicz. ― Warszawa : [s. n.], 1907.
- «Ogniwa» [Text]: myśli o naszej teraźniejszości / Zenon Pietkiewicz. ― Варшава: Тип. Ф. Богуцкого, 1914. ― 187, [2] с.
- Wykształcenie fachowe w życiu ekonomicznem [Text] / Zenon Pietkiewicz. ― Warszawa : [s. n.], 1892* Odb. z «Bibl. warsz.». Szkice społeczne [Text] / Zenon Pietkiewicz. ― Warszawa : [s. n.], 1898
- Sachalin [Text] / Vlas Mihajlovič Doroševič; W. Doroszewicz; Przeł. z ros. Zenon Pietkiewicz. ― Warszawa : [s. n.], 1899.
- Siły i środki ludu naszego [Text] : zarys warunków ekonomicznych ludności włościańskiej w Królestwie Polskim / Zenon Pietkiewicz. ― Warszawa : [s. n.], 1905. — 262 с.
- Stan przemysłu w Królestwie polskiem wedlug danych z. r. 1910 zawartych w VIII roczniku przemysłu i handlu Królestwa polskiego [Text] / Zenon Pietkiewicz. ― Варшава: Тип. Богуславскаго, 1912.

Зенона Петкевича, как проведшего детство в белорусской глубинке, занимала материальная культура белорусов. Он неоднократно обращался к белорусской теме, так появились работы «О Полесье» (1882), «Народ Литовского Полесья» (1883—1885) и другие.